# Walter of Bronescombe

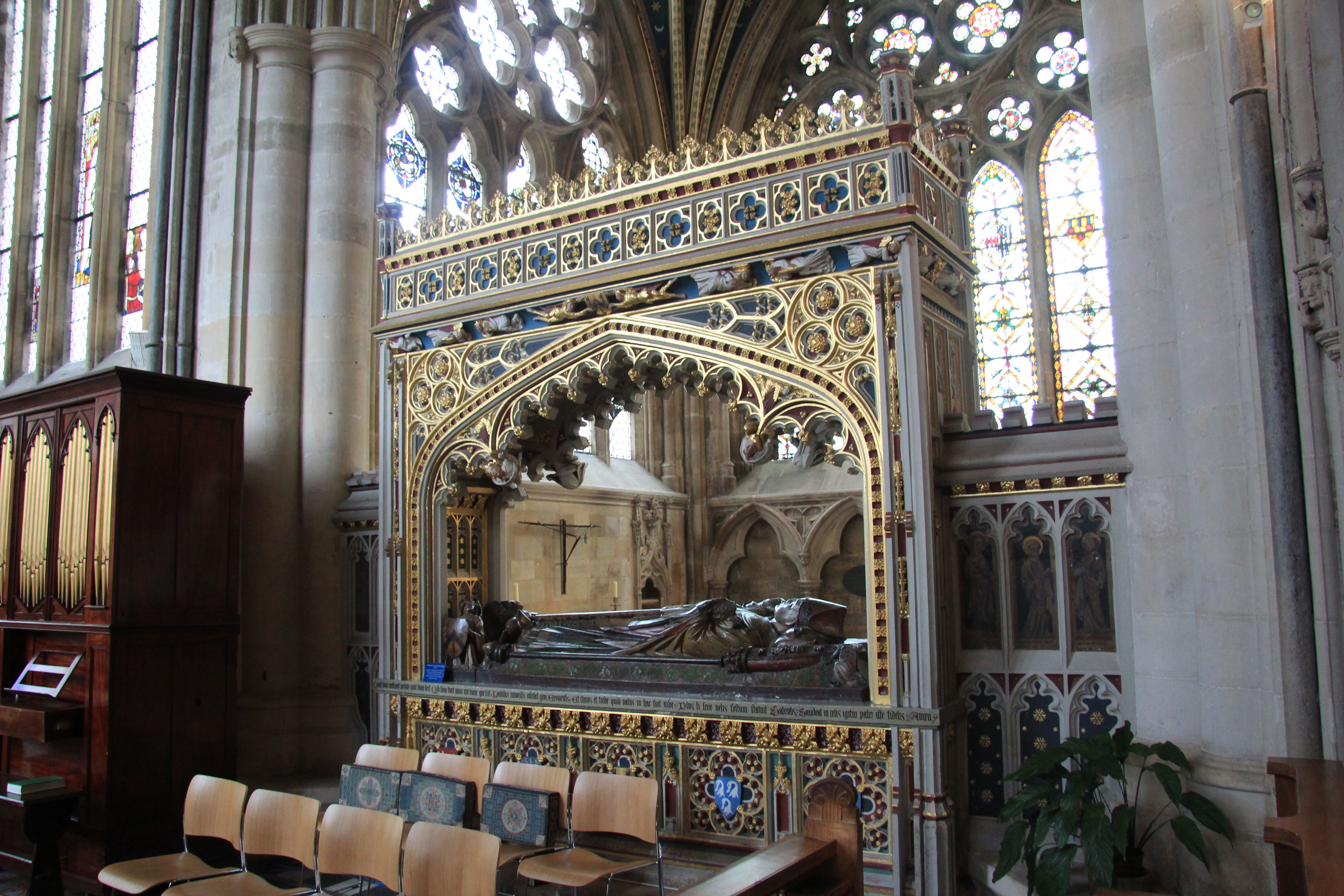
Grabdenkmal von Walter of Bronescombe in der Kathedrale von Exeter

Walter of Bronescombe (auch Walter de Exonia oder Walter Branscombe) (* um 1220 in Exeter; † 22. Juli 1280 in Bishopsteignton) war ein englischer Geistlicher. Ab 1258 war er Bischof von Exeter. Er war ein überzeugter Unterstützer der Könige Heinrich III. und Eduard I., denen er als Ratgeber und Unterhändler diente.

## Aufstieg zum Bischof von Exeter
Walter of Bronescombe wurde in Exeter geboren, doch über seine Familie und Jugend ist nichts bekannt. Höchstwahrscheinlich studierte er in Oxford und erhielt 1243 ein erstes Benefiziat. Danach gehörte er zum Haushalt von Bischof William Raleigh von Winchester. Vor 1245 wurde er Archidiakon von Surrey. Dazu wurde er Rektor von Farnham sowie von East Clandon in Surrey. Daneben erhielt er gleichzeitig noch weitere Pfründen, weshalb er mehrmals einen Dispens benötigte. Dazu stand Walter auch mehrmals im Dienst des Königs. 1250 war er Gesandter von Heinrich III. bei der päpstlichen Kurie, wo er die Bestätigung für die umstrittene Wahl von Aymer de Lusignan zum Bischof von Winchester erhielt. Im darauf folgenden Jahr ernannte ihn der König zu seinem Anwalt bei der Kurie. Vor 1250 wurde er zum päpstlichen Kaplan ernannt. 1254 wurde er Kanoniker an der Kathedrale von Exeter und wenig später Kanzler der Diözese Exeter. Anscheinend unumstritten wurde er am 23. Februar 1258 zum neuen Bischof gewählt. Am 3. März bestätigte der König die Wahl und übergab ihm am 6. März die Temporalien. Zusammen mit den neuen Bischöfen Simon of Walton von Norwich und Roger von Coventry wurde Walter am 9. März zum Priester und am 10. März von Erzbischof Bonifatius von Canterbury zum Bischof geweiht. Am 14. April wurde er in der Kathedrale von Exeter inthronisiert.

## Bischof von Exeter

### Im Dienst der englischen Könige
Wie die meisten englischen Bischöfe des 13. Jahrhunderts übernahm Walter als Bischof kein hohes weltliches Amt. Dennoch diente er weiterhin mehrfach dem König als Unterhändler und Ratgeber, vor allem während der Auseinandersetzung mit der Adelsopposition unter Simon de Montfort, 6. Earl of Leicester, die schließlich zum offenen Zweiten Krieg der Barone gegen den König führte. Damit war Walter einer der wenigen englischen Bischöfe, die in dieser Auseinandersetzung den König unterstützten, während die Mehrheit der Bischöfe auf der Seite der Adelsopposition stand. Bereits kurz nach seiner Bischofswahl war Walter im Juli 1258 im Auftrag des Königs in Paris, wo er Friedensverhandlungen mit Frankreich führte. Auch Anfang 1263 war er einer der Anwälte des englischen Königs am französischen Königshof. Anschließend bemühte er sich bis 1265, zwischen dem König und den Baronen zu vermitteln. Nach dem Sieg der Anhänger des Königs im Krieg der Barone im August 1265 gehörte Bronescombe dem ursprünglich sechsköpfigen Komitee an, das bis Oktober 1266 das Dictum of Kenilworth ausarbeitete.
An der umstrittenen Einsetzung von Robert Kilwardby als Erzbischof von Canterbury hatte Walter erheblichen Anteil. Am 11. Dezember 1272 übertrug er Kilwardby als neuem Erzbischof die geistliche Verantwortung der Erzdiözese Canterbury. Am nächsten Tag war er der einzige Bischof, der nachweisbar in London war, als eine königliche Erklärung gegen die Ernennung Kilwardbys durch den Papst veröffentlicht wurde. Im Mai 1273 übergab er zusammen mit Bischof Nicholas von Winchester Kilwardby das Pallium. Sofort danach reiste er nach Burgund, wo er den vom Kreuzzug zurückkehrenden neuen König Eduard I. traf. Im Herbst traf er den König in der Gascogne wieder, wo er dessen in Bayonne geborenen Sohn Alfonso am 24. November taufte. Dazu unterstützte er wohl weiter den König, doch Einzelheiten über seinen Frankreichaufenthalt sind kaum bekannt. Von Mai bis Juli 1274 nahm er Konzil von Lyon teil, ehe er zu Eduards Krönung am 19. August 1274 nach England zurückkehrte.

### Tätigkeit als Bischof
Das Register der Urkunden und Akten aus Walters Amtszeit ist das älteste noch vorhandene und möglicherweise das erste überhaupt angelegte Urkundenverzeichnis eines Bischofs von Exeter. Nach diesem Verzeichnis und den Urkunden handelte Walter als Bischof fleißig und gewissenhaft. In seiner großen Diözese führte er zahlreiche Kirchenvisitationen durch. Dabei widmete er oft das Patrozinium der Kirchen um. In Crediton erneuerte er das Kollegiatstift der Church of the Holy Cross und stattete es mit weiteren Besitzungen aus. Eine weitere Kolligatskirche gründete er in Glasney bei Penryn, diese weihte er am 27. März 1267. Für die Kirche erließ er Regeln, genau wie 1268 und 1275 für die Kathedrale von Exeter. In den letzten Jahren seiner Amtszeit begann die Erweiterung der Kathedrale, darunter der Bau der Lady Chapel. Er erwarb das Gut von Bishop’s Clyst, das er zu seiner Residenz ausbaute und um St Gabriel-Kapelle erweiterte. In seinen letzten Jahren wurde er in einem erbitterten Konflikt mit Edmund, 2. Earl of Cornwall verwickelt, den er zahlreicher Übergriffe auf Kirchengüter beschuldigte. Nach seinem Tod wurde er in einem prächtigen Grabmal in der Kathedrale von Exeter beigesetzt.